# Szablya-Frischauf Ferenc
Szablya-Frischauf Ferenc (Budapest, 1876. április 9. – Keszthely, 1962. október 5.): festő- és iparművész, művészeti író, az Iparművészeti Főiskola tanára és igazgatója; Gundel Mária fia; Szablya János testvére.

## Életpályája

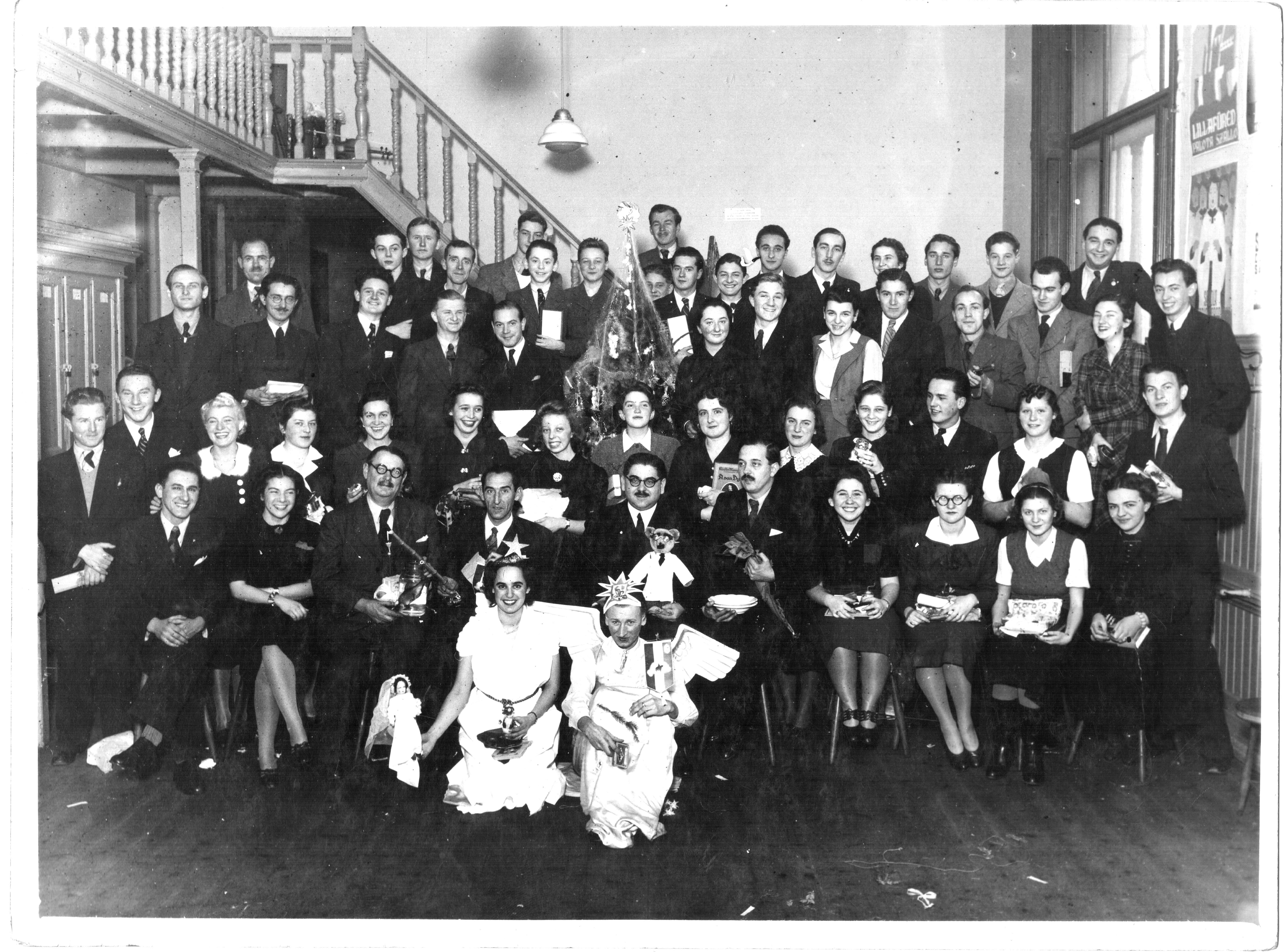
Iparművészeti Iskola tablója 1939 -ben

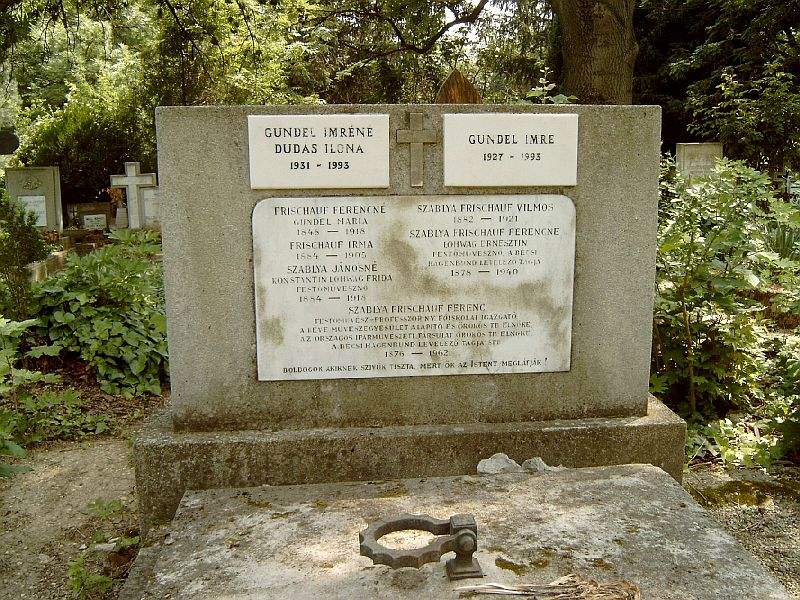
Szablya-Frischauf Ferenc, Lohwag Ernesztin és Konstantin Lohwag Frida sírja Budapesten. Farkasréti temető 28-1-9.

Tanulmányait Nagybányán és Münchenben folytatta. Hollósy Simon egyik legkedvesebb tanítványa volt. Atmoszferikus, naturalisztikus tájakat és portrékat festett. 1903-ban Budapesten szabadiskolát nyitott, majd 1906-ban megalapította a Magyar Képzőművészek és Iparművészek Egyesülete (KÉVE) művészegyesületet. 
Tanítványai közé tartoztak: Dénes Valéria, Hoffmann Lenke, Feszty Masa, Kmetty János, Máté Ilona, Mikola András, Lénárd Róbert.
Később főleg iparművészettel, bútortervezéssel és belsőépítészeti munkákkal foglalkozott, mint az Iparművészeti Főiskola tanára 1913-tól, majd 1938-tól 1943-ig a főiskola rektora. Az 1930-as években részt vett a Ganz-gyár által kifejlesztett Árpád sínautóbusz formatervezésében.
Felesége, Szablya-Frischauf Ferencné, Lohwag Ernesztin (Bécs, 1878. január 9. – Budapest, 1940. március 18.) szintén festőművész volt. Münchenben és Nagybányán tanult. Tagja volt a Magyar Képzőművészek és Iparművészek Egyesülete (KÉVE) művészcsoportnak, melynek kiállításain arcképekkel szerepelt. Számos miniatűr akvarell portrét is készített. 1910–1920 között női rajziskolát tartott fenn Budapesten.

## Társasági tagság, szerkesztés
- Az Országos Iparművészeti Társulat alelnöke,
- a Magyar Iparművészet című folyóirat szerkesztője volt.

## Műveiből
- Merengő, olaj, vászon
- Farsang után
- Önarckép, olaj, vászon

## Külső hivatkozások
- Szablya-Frischauf, Ferenc